# Міжнародний день російської мови
День російської мови ООН (рос. День русского языка Организации Объединенных Наций) — свято, встановлене ЮНЕСКО у 2010 році, присвячене російській мові як одній із шести офіційних мов організації. Відзначається щорічно 6 червня. Дата обрана так, оскільки в цей день народився поет Олександр Пушкін, якого вважають «батьком» сучасної російської літературної мови. Епіграфом до свята обрано цитату Пушкіна, в якій він говорить про «перевагу» російської над іншими європейськими мовами.